# Barrancas (Cruz Paredes)
Pour les articles homonymes, voir Barrancas.
Barrancas est l'une des trois paroisses civiles de la municipalité de Cruz Paredes dans l'État de Barinas au Venezuela. Sa capitale est Barrancas. En 2018, sa population s'élève à 24 435 habitants.

## Géographie

### Démographie
Hormis sa capitale Barrancas, la paroisse civile possède plusieurs localités dont :
- Barrancas
- Cambisales
  - Cambisales Norte
  - Cambisales Oeste
  - Cambisales Sur
- Campo Alegre
- Chaparral
- Cruz Blanca
- El Soco
- El Toro
  - El Toro del Este
  - El Toro del Oeste
  - El Toro del Sur
- La Arenosa
- La Guachacara
- Las Guayabitas
- Los Candeloros
- Masparo
- Masporito
  - Masporito del Este
  - Masporito del Sur
- Mata de Mango
- San Rafael Adentro
- Tinajas de Chorerrón
- Trapichito
  - Trapichito del Medio
  - Trapichito del Norte
  - Trapichito del Sur
- Vega del Río